# ناحية مركز الطبقة
ناحية مركز الطبقة أو ناحية مركز الثورة إحدى نواحي سوريا تتبع إداريّاً لمحافظة الرقة منطقة الطبقة ومركزها بلدة الطبقة، بلغ تعداد سكان الناحية 69,425 نسمة حسب التعداد السكاني لعام 2004.

## بلدات وقرى ناحية مركز الطبقة
الطبقة.
عايد كبير.
عايد صغير.